# Kalama
Kalama – miasto w Stanach Zjednoczonych, w stanie Waszyngton, w hrabstwie Cowlitz.